# Британская новая волна

Кадр из фильма «Одиночество бегуна на длинные дистанции» (1962) Тони Ричардсона

Британская новая волна (англ. British New Wave) — направление в кинематографе Великобритании конца 1950-х — середины 1960-х годов, являющееся составной частью общеевропейского (а позже — практически всемирного) процесса критического переосмысления как форм, методов, так и самих задач, решаемых этим видом искусства. Название было заимствовано из французского языка — La Nouvelle Vague, термина, обозначающего аналогичное явление во французском кино.

## История возникновения и развития
Кинематограф Великобритании в середине 1950-х годов переживал очередной кризис, названный позже «депрессивным периодом» (англ. doldrums era), вызванный сразу несколькими факторами. Массовое развитие получило телевидение, традиционно сильным и популярным оставался английский театр. Творческое и финансовое влияние оказывал Голливуд, с одной стороны, наполняя рынок качественными зрелищными лентами на английском языке, с другой стороны, отвлекая высокими гонорарами лучшие режиссёрские кадры Королевства. Несколько молодых критиков регулярно высказывали свои соображения на этот счёт сначала в малотиражном журнале «Sequence», а позже в достаточно влиятельном «Sight and Sound». Вокруг этих изданий сформировалась группа единомышленников, в которую, среди прочих, входили Линдсей Андерсон, Карел Рейш, Тони Ричардсон, имевшие достаточный опыт создания короткометражных и документальных фильмов. В 1956 году при Британском институте кино они организовали просмотр своих короткометражных работ, не имевших перспектив коммерческого проката. Программа, которая была названа «Свободное кино», сопровождалась манифестом для привлечения внимания СМИ. Публикации в прессе обеспечили мероприятию посещаемость зрителя и успех, в ближайшие три года было подготовлено и показано ещё пять программ. Главными их героями становились люди из так называемых «низших» социальных классов в их повседневной работе и на отдыхе. Представленные фильмы оказались близки большинству зрителей благодаря понятной им социальной тематике. Для аудитории определённой неожиданностью, доходящей до эпатажа, стало изложение любого сюжета абсолютно с личных точек зрения авторов, которые иногда противоречили догмам общественной морали, естественным для «формального» кинематографа тех лет.

## Национальные особенности
Важным фактом формирования национальных особенностей направления стало совпадение его по времени с развитием аналогичных тенденций в художественной литературе и драматургии, выразители которых получили название Рассерженные молодые люди (англ. Angry young men). Этапной для этой творческой идеологии стала пьеса «Оглянись во гневе» Джона Осборна. Автор и последовавшие за ним коллеги клеймили классовые барьеры, истеблишмент, контролирующий, на их взгляд, все сферы общественной жизни и умышленно отупляющий рабочий класс, делающий его покорным. Воплотить эти идеи на киноэкране стало возможным после создания Осборном и Ричардсоном независимой студии «Woodfall». Безусловно, первой выпущенной картиной стала экранизация «Оглянись во гневе», премьера которого состоялась в мае 1959 года. Тремя месяцами ранее в британский прокат вышел фильм «Путь наверх» (режиссёр — Джек Клейтон). Именно эти киноленты знаменуют фактическое зарождение Британской новой волны.
Таким образом, главным объектом внимания как «рассерженных», так и молодых кинематографистов стал рабочий класс, который к началу 1950-х годов действительно получил в Великобритании реальную экономическую независимость и социальное влияние. В фильмах участие героев из этой среды сместилось от эпизодов, где ранее они эксплуатировались зачастую как комические персонажи, к центральным ролям в настоящих бытовых драмах (так называемая «драматургия кухонных моек» англ. kitchen sink drama). Для сравнения, Французская новая волна, например, не характеризовалась такими жёсткими социальными границами и предлагала реалистический анализ жизни общественных групп от преступников («На последнем дыхании» и «Посторонние») до детективов («Украденные поцелуи»), от сельских провинциалов («Красавчик Серж») до надменных парижан («Две или три вещи, которые я знаю о ней»).
Показательно, что прямое противопоставление пролетариата и среднего класса отражено только в двух первых упомянутых фильмах Британской новой волны. В дальнейших кинопроизведениях рассматривались конфликты внутри данной социальной группы: небогатых, малоквалифицированных пролетариев, склонных к криминалу и (или) гедонизму («В субботу вечером, в воскресенье утром», 1960 год, режиссёр — Карел Рейш, «Одиночество бегуна на длинные дистанции», 1962 год, режиссёр — Тони Ричардсон) в противостоянии с рабочими респектабельными, обученными, «высоконравственными» («Такого рода любовь», 1962 год, «Билли-лжец», 1963 год, оба — режиссёр Джон Шлезингер).
Очень скоро Британская новая волна исчезла в определённой степени из-за своей популярности. Её изобразительные методы стали копировать крупные производители кино. Кроме того, зрители достаточно быстро насытились мрачностью социального реализма и вновь требовать фильмов развлекательных, «лёгких». Британская новая волна существовала недолго, её творческое наследие составляет не более двух десятков фильмов. Однако кинокритик Леонид Александровский отзывается о нём чрезвычайно высоко: 

Англичане за одно десятилетие выработали такое количество чистой кинематографической породы, что её освоение во многом продолжается и по сей день.<…> Путь британского кино 60-х можно легко сравнить со стилистической одиссеей The Beatles. Если «В субботу вечером, в воскресенье утром» — это, допустим, «Please Please Me», то «Представление» и «Чудо-стена» — уже настоящий «Сержант Пеппер». 

## Режиссёры — представители направления
(в алфавитном порядке заглавных букв фамилий на английском языке)

| - Линдсей Андерсон - Джон Бурмен - Джек Клейтон - Бэзил Дирден - Ричард Лестер - Кен Лоуч - Джозеф Лоузи | - Карел Рейш - Николас Джек Роуг - Тони Ричардсон - Кен Расселл - Джон Шлезингер - Питер Уоткинс - Питер Йетс |

## Фильмы
(в возрастающем порядке года выхода)

| - Путь наверх (1959) - Оглянись во гневе (1959) - В субботу вечером, в воскресенье утром (1960) - Ад — это город (1960) - Комедиант (1960) - Вкус мёда (1961) - Такого рода любовь (1962) - Одиночество бегуна на длинные дистанции (1962) | - Билли-лжец (1963) - Слуга (1963) - Такова спортивная жизнь (1963) - Том Джонс (1963) - Вечер трудного дня (1964) - Сноровка... и как её приобрести (1965) - Если.... (1968) - Кес (1969) |